# Myrmelastes
Myrmelastes is een geslacht van vogels uit de familie Thamnophilidae. Het geslacht telt acht soorten.

## Soorten
- Myrmelastes brunneiceps  –  Bruinkopmiervogel
- Myrmelastes caurensis  –  Cauramiervogel
- Myrmelastes humaythae  –  Humaitámiervogel
- Myrmelastes hyperythrus  –  Chamicurusmiervogel
- Myrmelastes leucostigma  –  Vlekvleugelmiervogel
- Myrmelastes rufifacies  –  Roodwangmiervogel
- Myrmelastes saturatus  –  Roraimamiervogel
- Myrmelastes schistaceus  –  Leigrijze miervogel